# El Pus
El Pus era um grupo americano de rap rock de Atlanta.
Os membros formaram o grupo no início dos anos 90 e lançaram seu primeiro álbum, Strange Cowboys, em 1998, pela Vagabond Productions. A Virgin Records assinou com El Pus e lançou a estreia da gravadora principal do grupo, Hoodlum Rock - Vol. 1 em 2005. Christian Hoard da Rolling Stone divulgou o álbum. David Jeffries, do allmusic.com, elogiou o álbum, considerando-o uma combinação de hard rock e crunk rap.

## Discografia
- 1998: Strange Cowboys
- 2004: What Is El Pus? - EP
- 2005: Hoodlum Rock Vol. 1
- 2019: Strange Cowboys (2019 Remaster)